# Hármas Korona (galoppdíj)
A Hármas Korona a legnagyobb galoppverseny-elismerés, amely az egész világon – többé kevésbé – az angol hagyományt követi. Jelentőségét, értékét szakmai körökben vitatják. Ennek ellenére a galoppversenyek legnagyobb megdicsőülése a Hármas Korona megszerzése.

## A díj története
Az angol szakemberek szerint a tavaszi 1600 méteres versenyt a gyors ló nyeri. A derby 2400 méteres távját a szerencsés, míg az őszi, hosszútávú (2800 méter) versenyen érvényre jut a klasszis, a távbírás, az acélosság. A Hármas Korona megszerzéséhez a következő versenyeket kell megnyerni:
- Nemzeti Díj (május – 1600 m)
- Magyar Derby (július – 2400 m)
- Magyar St. Leger (október – 2800 m)

Magyarország az angol hagyományt követi. Az elismerés megszerzése a hároméves mének és kancák privilégiuma. Ez a korlátozás az egyik legismertebb kifogás eredője is: a kritikusok szerint egy gyengébb évjárat esetén egy szerényebb ló is diadalmaskodhat.

## A győztesek
- 1936: Try Well
- 1977: Bilbao
- 1999: April Sun
- 2007: Saldenzar
- 2015: Quelindo[Mj. 1]